# Cistrón
Un cistrón es un término alternativo para "gen". La palabra cistrón se usa para enfatizar que los genes exhiben un comportamiento específico en una prueba cis-trans; las distintas posiciones (o loci) dentro de un genoma son cistrónicas.

## Historia
Las palabras cistrón y gen se acuñaron antes de que el estado avanzado de la biología dejara en claro que los conceptos a los que se refieren son prácticamente equivalentes. Las mismas prácticas históricas de denominación son responsables de muchos de los sinónimos en las ciencias de la vida.
El término cistrón fue acuñado por Seymour Benzer en un artículo titulado Las unidades elementales de la herencia. El cistrón se definió mediante una prueba operativa aplicable a la mayoría de los organismos que a veces se denomina prueba cis-trans, pero más a menudo como prueba de complementación.

## Definición
Por ejemplo, suponga una mutación en la posición de un cromosoma {\displaystyle x} es responsable de un cambio en el rasgo recesivo en un organismo diploide (donde los cromosomas vienen en pares). Decimos que la mutación es recesiva porque el organismo exhibirá el fenotipo de tipo salvaje (rasgo ordinario) a menos que ambos cromosomas de un par tengan la mutación (mutación homocigótica). De manera similar, suponga una mutación en otra posición, {\displaystyle y}, es responsable del mismo rasgo recesivo. Las posiciones {\displaystyle x} y {\displaystyle y} se dice que están dentro del mismo cistrón cuando un organismo que tiene la mutación en {\displaystyle x} en un cromosoma y tiene la mutación en la posición {\displaystyle y} en el cromosoma apareado exhibe el rasgo recesivo aunque el organismo no sea homocigoto para ninguna de las mutaciones. Cuando en cambio se expresa el rasgo de tipo salvaje, se dice que las posiciones pertenecen a distintos cistrones/genes. O simplemente, las mutaciones en los mismos cistrones no se complementarán; a diferencia de las mutaciones en diferentes cistrones, pueden complementarse.
Por ejemplo, un operón es un tramo de ADN que se transcribe para crear un segmento contiguo de ARN, pero que contiene más de un cistrón/gen. Se dice que el operón es policistrónico, mientras que se dice que los genes ordinarios son monocistrónicos.